# Garm-Čašma
Garm-Čašma je vrelo u planinama Iškašimskog grebena u tadžikistanskoj autonomnoj pokrajini Gorno-Badahšan. Četrdeset kilometara od pokrajinskog glavnog grada Horoga, izvor doseže temperature od čak 50-75 °C, s vodom koja žubori i šiklja u mikro-gejzirima do visine od 1 metar. 
Vrući izvor se nalazi na 2325 m nadmorske visine. Na podu mineralna voda iz velike dubine izlazi u obliku mlazeva visokih od 10 cm do 1,5 m. Jedan mlaz ima protok između 5 i 7 litara u sekundi. Voda je mutna i sadrži kuglice kalcija iz vapnenog tla.

## Vanjske poveznice
|  | Zajednički poslužitelj ima još gradiva o temi Garm-Čašma |